# Tetragnatha franganilloi
Tetragnatha franganilloi este o specie de păianjeni din genul Tetragnatha, familia Tetragnathidae, descrisă de Brignoli, 1983.
Este endemică în Cuba. Conform Catalogue of Life specia Tetragnatha franganilloi nu are subspecii cunoscute.